# Treviso Foot-Ball Club 1924-1925
Questa voce raccoglie le informazioni riguardanti il Treviso Foot-Ball Club nelle competizioni ufficiali della stagione 1924-1925.

## Stagione
Pronta la reazione dopo la retrocessione dalla Seconda Divisione nel campionato di Terza Divisione, che vide il Treviso vincere con due punti di vantaggio sul Pordenone.
Per la promozione in seconda però, c'è bisogno della vittoria delle finali, che si disputano in un girone a 4 squadre: Treviso, Bentegodi, Schio e Pordenone.
Il Treviso vince alla grande le finali (5 vittorie e un pareggio) e ritorna in Seconda Divisione: prima promozione della storia del Treviso, che nel frattempo ha cambiato presidente, con la guida della società in mano a Guglielmo Devidè.
La squadra è allenata dal mitico ungherese Győző László, che è nel frattempo è anche un gran calciatore: 11 gol in 14 partite per lui, pur giocando in questa stagione in difesa.
Debutta in porta Gino De Biasi, portiere di cui sentiremo molto parlare nelle stagioni successive, visto che resterà ininterrottamente in maglia biancoceleste fino al 1941.